# Châtillens

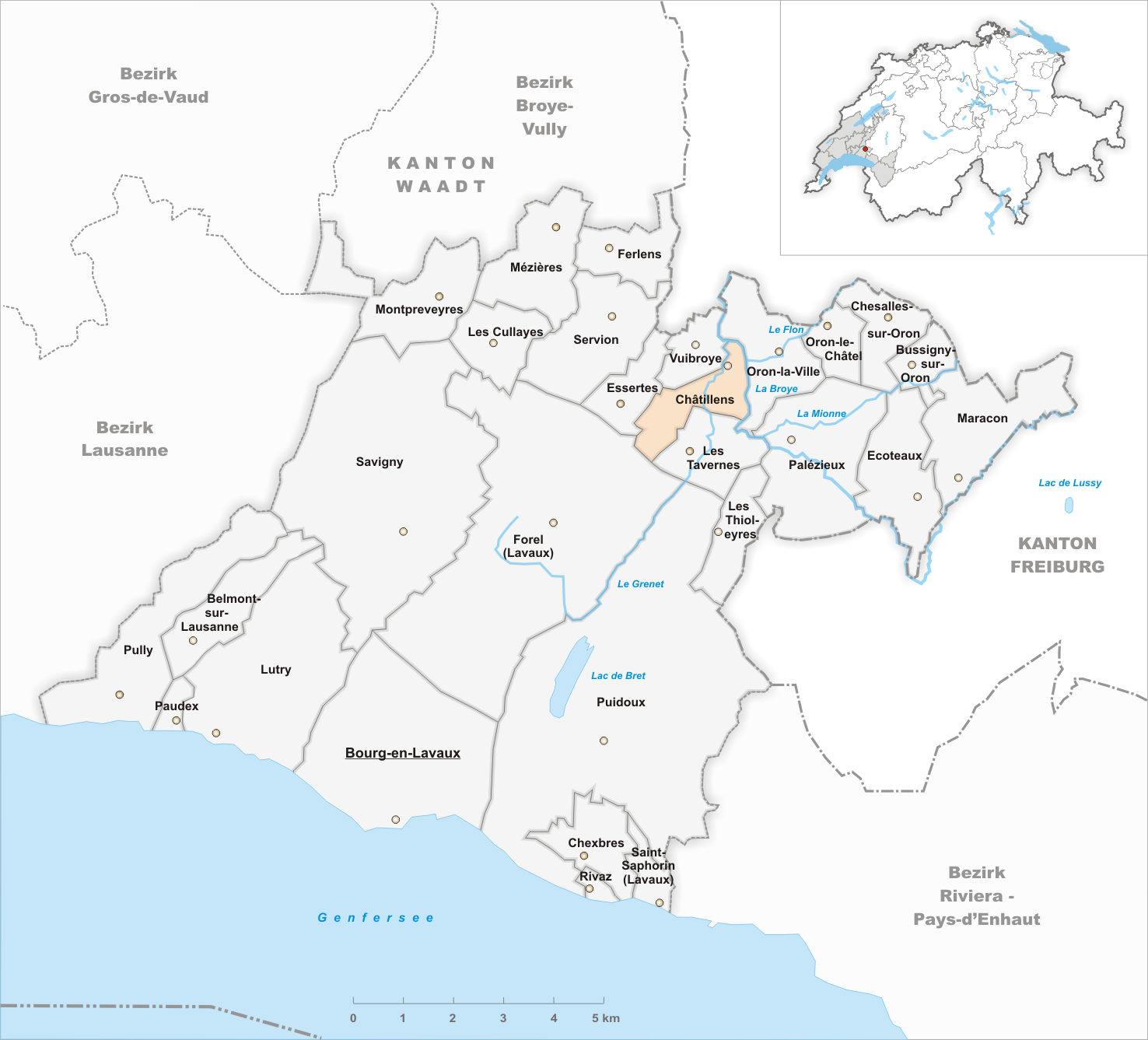
Gemeindestand vor der Fusion am 31. Dezember 2011

Châtillens war bis zum 31. Dezember 2011 eine politische Gemeinde im Distrikt Lavaux-Oron des Kantons Waadt in der Schweiz. Am 1. Januar 2012 fusionierte sie mit Oron.

## Geographie
Châtillens liegt auf 607 m ü. M., einen Kilometer westlich des Ortes Oron-la-Ville und 15 Kilometer ostnordöstlich der Kantonshauptstadt Lausanne (Luftlinie). Das Dorf erstreckt sich in der breiten Talniederung der oberen Broye, in der östlichen Randzone des Waadtländer Mittellandes.
Die Fläche des 2,1 km² grossen ehemaligen Gemeindegebiets umfasst einen Abschnitt des oberen Broyetals. Die östliche Grenze bildet die Broye mit ihrer flachen Talniederung. Von hier erstreckt sich der ehemalige Gemeindeboden nach Westen über die Anhöhe von Châtillens (630 m ü. M.) mit dem Wald Fiaugire bis in die Talaue des Baches Grenet. Nach Südwesten reicht das Gebiet in ein Seitentälchen des Grenet auf der Ostabdachung des Hochplateaus des Jorat. Auf der Waldhöhe Bois de la Chervette wird mit 711 m ü. M. der höchste Punkt von Châtillens erreicht. Von der ehemaligen Gemeindefläche entfielen 1997 7 % auf Siedlungen, 27 % auf Wald und Gehölze und 66 % auf Landwirtschaft.
Zu Châtillens gehören mehrere Einzelhöfe.

## Bevölkerung
Mit 492 Einwohnern (Stand 31. Dezember 2010) gehört Châtillens zu den kleinen ehemaligen Gemeinden des Kantons Waadt. Von den Bewohnern sind 92,3 % französischsprachig, 2,5 % deutschsprachig und 2,5 % sprechen Albanisch (Stand 2000). Die Bevölkerungszahl von Châtillens belief sich 1850 auf 248 Einwohner, 1900 auf 289 Einwohner. Nach einer vorübergehenden Abnahme der Bevölkerung (1950 223 Einwohner) wurde besonders seit 1980 ein deutlicher Bevölkerungsanstieg verzeichnet.

## Wirtschaft
Châtillens war bis Mitte des 20. Jahrhunderts ein vorwiegend durch die Landwirtschaft geprägtes Dorf. Heute haben der Ackerbau und die Viehzucht nur noch einen geringen Stellenwert in der Erwerbsstruktur der Bevölkerung. Von 1939 bis 1984 fand in Châtillens jede Woche ein Viehmarkt statt, der seither in Oron-la-Ville abgehalten wird.
Vom Ende des 18. bis zum Beginn des 20. Jahrhunderts wurde auf dem Gemeindegebiet von Châtillens Kohle abgebaut. Während des Zweiten Weltkrieges wurde der Abbau von 1941 bis 1946 nochmals aufgenommen. In dieser Zeit waren bis zu 250 Arbeiter beschäftigt.
In der Nähe des Bahnhofs hat sich in den letzten Jahren ein kleines Industriegebiet entwickelt. Châtillens ist Standort der Getreidemühle für die Region Oron. Weitere Arbeitsplätze sind im lokalen Kleingewerbe und im Dienstleistungssektor vorhanden, darunter in einem Betrieb, der sich auf die Informationstechnologie spezialisiert hat. Durch die Erstellung von Einfamilienhäusern in den letzten Jahrzehnten hat sich das Dorf zu einer Wohngemeinde entwickelt. Viele Erwerbstätige sind deshalb Wegpendler, die vor allem in Lausanne arbeiten.

## Verkehr
Die ehemalige Gemeinde ist verkehrstechnisch recht gut erschlossen. Sie liegt an der Hauptstrasse von Lausanne via Oron-la-Ville nach Bulle oder Romont. Am 25. August 1876 wurde die Eisenbahnlinie Moudon-Palézieux mit einem Bahnhof in Châtillens in Betrieb genommen. Durch einen Postautokurs, der von Palézieux via Oron-la-Ville nach Mézières verkehrt, ist Châtillens ebenfalls an das Netz des öffentlichen Verkehrs angebunden.

## Geschichte
Die erste urkundliche Erwähnung des Ortes erfolgte 1141 unter dem Namen Castellens. Später erschienen die Bezeichnungen Castellins (1142), Chastelens (1218), Chasteleins (1220) und Chastillens (1228).
Das Gebiet um Châtillens gehörte im Hochmittelalter der Abtei Saint-Maurice. Diese schenkte der nach 1134 gegründeten Zisterzienserabtei Haut-Crêt das Dorf und seine Pfarrkirche. Bis zur Säkularisation des Klosters 1536 gehörte Châtillens zu dessen Besitz. Nach der Eroberung der Waadt durch Bern kam das Dorf an die Herrschaft Oron, die 1557 in eine bernische Landvogtei umgewandelt wurde. Nach dem Zusammenbruch des Ancien Régime gehörte Châtillens von 1798 bis 1803 während der Helvetik zum Kanton Léman, der anschliessend mit der Inkraftsetzung der Mediationsverfassung im Kanton Waadt aufging. 1798 wurde es dem Bezirk Oron zugeteilt. Erst im Jahr 1814 trennte sich Châtillens von Les Tavernes und Essertes und bildete bis zum 31. Dezember 2011 eine selbständige politische Gemeinde.
1901 fiel in der Nähe des Ortes ein 705 Gramm schwerer Steinmeteorit und wurde als Typ L5 klassifiziert. Nach seinem genauen Fundort im Wald von Chervettaz wurde er unter dem offiziellen Namen Chervettaz registriert.

## Sehenswürdigkeiten

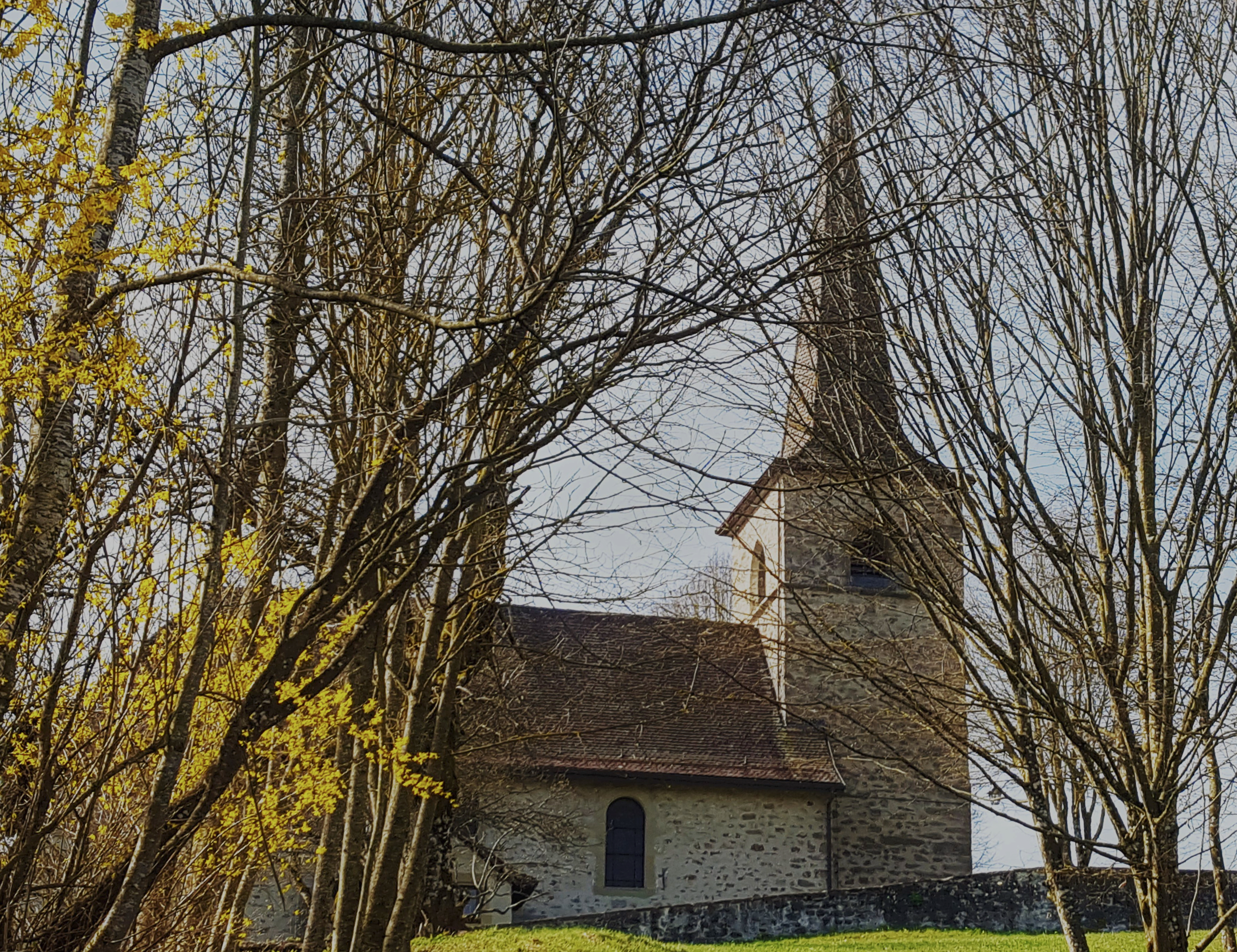
Kirche Saint-Maurice-et-Pancrace in Châtillens.

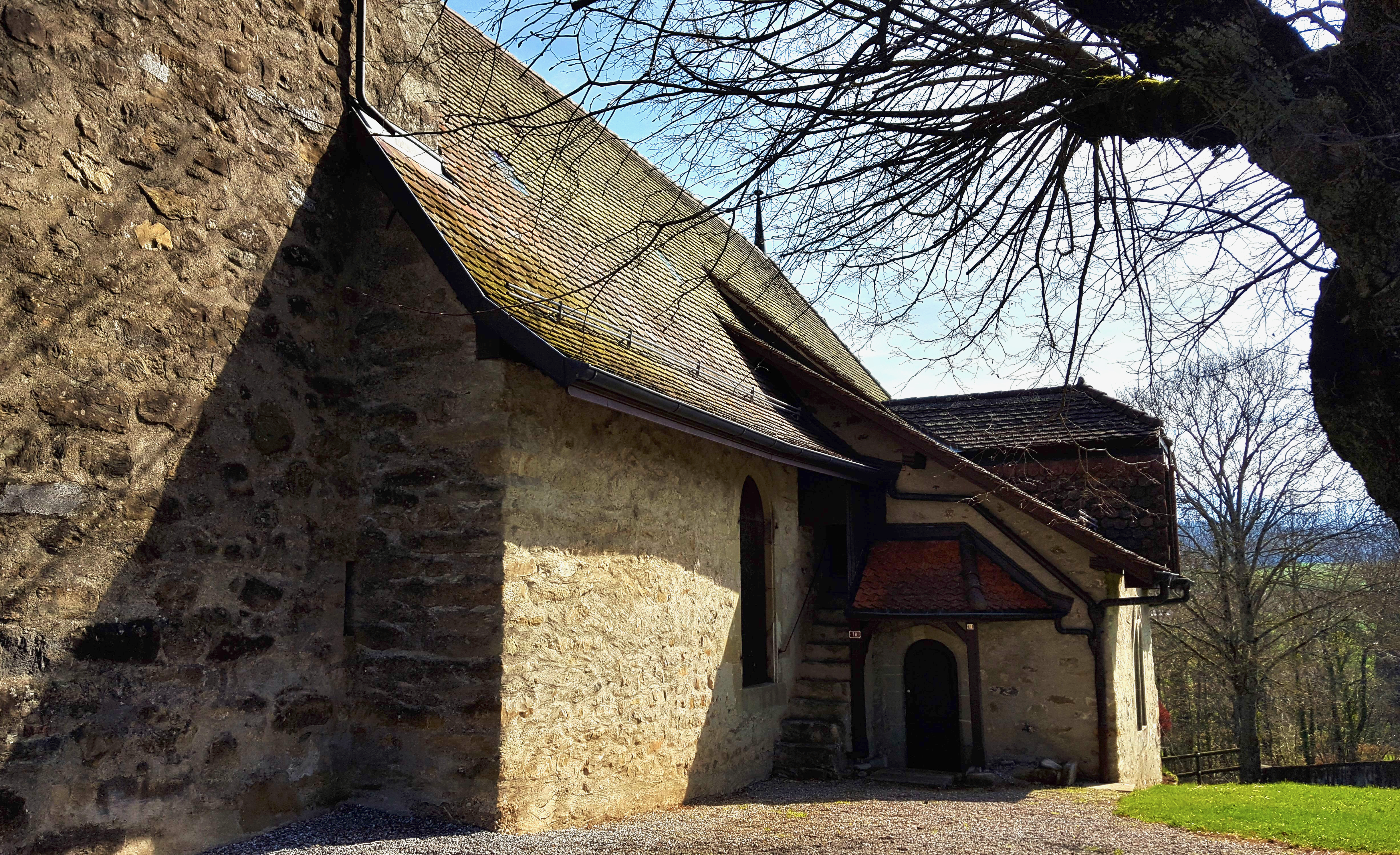
Seitenansicht der Kirche.

Die Kirche Saint-Maurice-et-Pancrace ist bereits Ende des 12. Jahrhunderts erwähnt. Der heutige Bau stammt aus dem 14. und 15. Jahrhundert und wurde an der Stelle des romanischen Vorgängerbaus errichtet. Bis zur Reformation war die Kirche Ziel von Wallfahrten zum heiligen Pankratius. Im Innern befinden sich ein Kapitell aus der ehemaligen Abtei Haut-Crêt und reich geschnitztes Chorgestühl von 1621. Das 1797 erbaute Petit Château, ein Herrensitz, steht unter Denkmalschutz.